# Martha De Laurentiis
Martha De Laurentiis, född 1954, död 2021, var en amerikansk producent. Hon var gift med Dino De Laurentiis.

## Filmografi (i urval)
- 1997 – Breakdown
- 2000 – U-571
- 2001 – Hannibal
- 2002 – Röd drake
- 2013 – Hannibal (TV-serie)